# نيكلاس لارسن
نيكلاس لارسن (بالدنماركية: Niklas Larsen)‏ هو دراج دنماركي، ولد في 22 مارس 1997 في Slagelse Municipality ‏ في الدنمارك.

## وصلات خارجية
- نيكلاس لارسن على موقع الاتحاد الدولي للدراجات (الإنجليزية)
- نيكلاس لارسن على موقع أرشيف الدراجات (الإنجليزية)
- نيكلاس لارسن على موقع إحصائيات الدراجات الإحترافية (الإنجليزية)
- نيكلاس لارسن على موقع CycleBase (الإنجليزية)
- نيكلاس لارسن على موقع اللجنة الأولمبية الدولية (الإنجليزية)
- نيكلاس لارسن على موقع أوليمبيديا (الإنجليزية)